# Kányavár
Kányavár es un pueblo ubicado en el condado de Zala, Hungría.

## Superficie
Posee una superficie de 4,20 kilómetros cuadrados.

## Demografía
Hasta 2021 la población era de 116 habitantes, con una densidad de población de 27,61 habitantes por kilómetro cuadrado. En 2011 el 95,9% de la población estaba conformada por húngaros y la religión predominante era el catolicismo.